# Assane N'Diaye (cestista)
Assane N'Diaye (Thiès, 26 febbraio 1969) è un ex cestista senegalese.

## Carriera
Con il Senegal ha disputato i Campionati mondiali del 1998 e tre edizioni dei Campionati africani (1997, 1999, 2001).